# تشاي بيجار (تشهار فريضة)
تشاي بیجار (بالفارسية: چای بیجار) هي قرية تقع في إيران في البلدة المركزية. يقدر عدد سكانها بـ 68 نسمة بحسب إحصاء 2016.